# Jüri Parijõgi

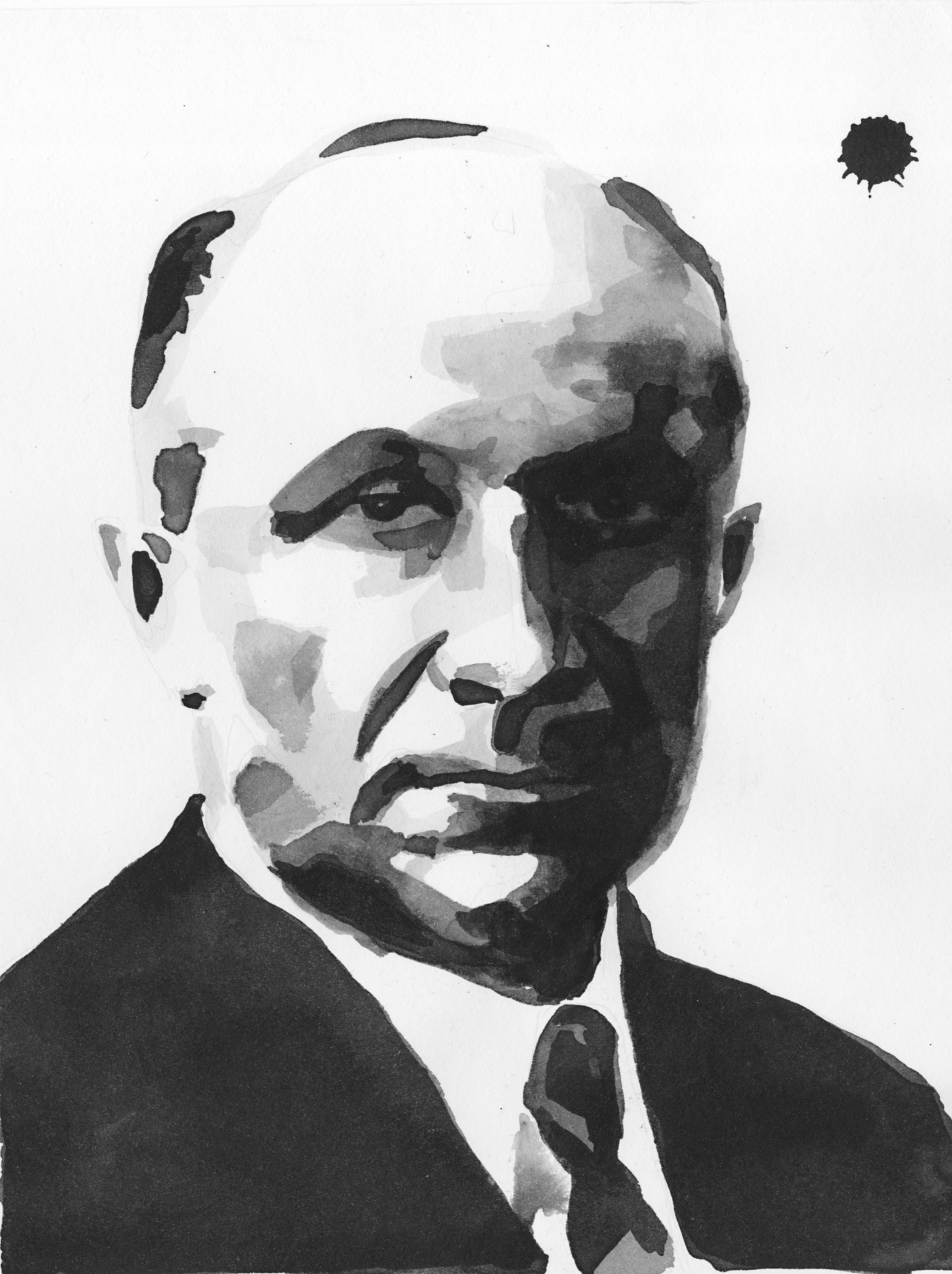
Jüri Parijõgi, Tuschzeichnung von Giulia Landonio

Jüri Parijõgi (bis 1935 Jüri Parinbak oder Parinbach, * 21. Augustjul. / 2. September 1892greg. in Siberi, heute Landgemeinde Viru-Nigula; † 9. Juli 1941 in Tallinn) war ein estnischer Pädagoge und Jugendbuchautor.

## Leben
Jüri Parijõgi besuchte von 1905 bis 1908 die Stadtschule von Rakvere, wo er 1910 auch Kurse in Pädagogik belegte. Von 1910 bis 1915 war er Lehrer an einer Schule in der Nähe von Rakvere, ehe er im Ersten Weltkrieg als Soldat zur Kaiserlich Russischen Armee eingezogen wurde. Nach Kriegsende arbeitete er kurzzeitig wieder als Lehrer, nahm bald aber am Estnischen Freiheitskrieg teil (1919–1920). Danach war er bis 1929 wieder Lehrer in Rakvere und Leiter des dortigen Lehrerseminars.
1929 ging er nach Tartu, wo er als Externer das Abitur ablegte. Seit 1930 war er Direktor einer Volksschule in Tartu und besuchte parallel dazu bis 1931 auch Vorlesungen an der Universität Tartu. Nach der sowjetischen Annexion im Juni 1940 wurde er von Nigol Andresen im September des gleichen Jahres, ohne sein Wissen und gegen seinen Willen, zum kommissarischen Direktor des Lehrerseminars an der Universität Tartu ernannt. Nach Ausweitung des Zweiten Weltkriegs auf Estland wurde Parijõgi im Juli 1941 zu Befestigungsarbeiten in Tartu herangezogen und in der Nacht zum 8. Juli vom NKWD abgeholt. In der nächsten Nacht wurde er gemeinsam mit 192 anderen Gefangenen beim Massenmord im Tartuer Gefängnis (1941) erschossen.

## Werk
Jüri Parijõgi gilt heute als Klassiker der estnischen Kinder- und Jugendliteratur, der „eine eigene Tradition erschaffen hat“ und dessen Debüt Die Zementfabrik „sich grell abhebt vor dem Hintergrund der gesamten estnischen Kinderliteratur.“ Ursache hierfür ist der durchweg realistische Stil des Autors, der nüchtern mit den Augen eines sieben- oder achtjährigen Jungen die ihn umgebende Welt beschreibt. Dadurch ist seine Prosa anfangs thematisch mit dem ungefähr zeitgleich erschienenen Werk von August Jakobson zu vergleichen, aber da der Autor sich später ausschließlich der Kinder- und Jugendliteratur verschrieb, wird er im Allgemeinen dieser Sparte zugerechnet.
Neben seinen realistischen Erzählungen aus dem Leben heranwachsender Jungen verfasste Parijõgi auch Reisebücher, Weihnachtsgeschichten und Märchen. Außerdem bemühte er sich aktiv um die Förderung der Kinder- und Jugendliteratur und war Verfasser zahlreicher Schulbücher. Von einigen Texten wurden Bühnenversionen erstellt. Seine Bücher sind ins Finnisch, Polnische, Russische und Deutsche übersetzt worden.
Im deutschsprachigen Raum ist er lediglich mit einer Märchensammlung vertreten, aber manche seiner Märchen kommen auch in allgemeinen estnischen Märchensammlungen vor:
- Das Gästebrot und andere estnische Märchen. Übersetzung aus dem Estnischen von Haide Roodvee und Helga Viira. Illustrationen von Silvi Väljal. Tallinn: Eesti Raamat 1984. 94 S.

Ferner liegt eine Weihnachtsgeschichte auf Deutsch vor:
- Weihnachten daheim. Übersetzt von Benita Eisenschmidt, in: Baltica 4/1992, S. 44–48.

Außerdem hat Parijõgi neben Friedrich Reinhold Kreutzwald, Oskar Luts, Eno Raud und Irma Truupõld einen Eintrag in Metzlers Klassiker der Kinder- und Jugendliteratur bekommen.

## Bibliografie
- Semendivabrik ('Die Zementfabrik'). Tartu: Loodus 1926. 121 S.
  - Übersetzt ins Russische
- Laevapoisi päevilt ('Von den Tagen eines Schiffsjungen'). Tallinn: Eesti Õpetajate Liit 1927. 126 S.
  - Übersetzt ins Finnische und Russische
- Ühe poisu reisilood ('Reisegeschichten eines Jungen'). Tallinn: Pääsuke 1927. 32 S.
- Kevad kutsub ('Der Frühling ruft', Reiseerinnerungen von Muhu und Saaremaa).Tallinn: Eesti Õpetajate Liit 1929. 80 S.
- Soome ('Finnland', Reisebuch).Tallinn: Eesti Õpetajate Liit 1929. 70 S.
- Jaksuküla poisid ('Die Jungs aus Jaksuküla'). Tartu: Loodus 1930. 118 S.
- Jõulud! Jõulud! ('Weihnachten! Weihnachten!'). Tallinn: Eesti Õpetajate Liit 1930. 63 S.
- Suuskadel Vallastesse ('Auf Skiern nach Vallaste') .Tallinn: Eesti Õpetajate Liit 1932. 80 S.
- Külaliste leib ja teisi eesti muinasjutte. Tartu: Eesti kirjanduse Selts 1933. 135 S.
  - Übersetzt ins Finnische, Russische und Deutsche (s. o.)
- Kaks reisu ('Zwei Reisen'). Tartu: Loodus 1936. 155 S.
- Meie Eku ('Unser Eku'). Tartu: Kool 1937. 168 S.
- Teraspoiss ('Stahljunge'). Tartu: Loodus 1937. 207 S.
  - Übersetzt ins Polnische
- Kulbult Atlandile ('Von Kulbu zum Atlantik') Tartu, Tallinn: Loodus 1939. 176 S.
- Alutaguse metsades ('In den Wäldern von Alutaguse', Reiseerinnerungen). Tartu: Loodus 1937. 239 S.